# Chandralekha An
Chandralekha An (* 28. März 1997) ist eine indische Sprinterin.

## Sportliche Laufbahn
Erste internationale Erfahrungen sammelte Chandralekha An bei den Südasienspielen 2019 in Kathmandu, bei denen sie im 200-Meter-Lauf in 24,27 s die Bronzemedaille hinter ihrer Landsfrau Archana Suseentran und Najma Parveen aus Pakistan gewann. Zudem sicherte sie sich mit der indischen 4-mal-100-Meter-Staffel in 45,36 s die Silbermedaille hinter dem Team aus Sri Lanka.
2018 wurde An indische Meisterin im 100-Meter-Lauf sowie 2018 und 2019 in der 4-mal-100-Meter-Staffel.

## Persönliche Bestzeiten
- 100 Meter: 11,47 s (0,0 m/s), 26. September 2018 in Bhubaneswar
- 200 Meter: 24,10 s (−0,2 m/s), 26. Juni 2018 in Guwahati